# Liste der Naturdenkmäler im Bezirk Mattersburg
Die Liste der Naturdenkmäler im Bezirk Mattersburg listet alle als Naturdenkmal ausgewiesenen Objekte im Bezirk Mattersburg im Bundesland Burgenland auf. Bei den Naturdenkmälern handelt es sich überwiegend um Bäume oder Baumgruppen sowie eine Sandgrube und eine Orchideenwiese. Unter den als Naturdenkmäler ausgewiesenen Bäumen und Baumgruppen befinden sich vorwiegend heimische Arten wie Speierlinge (Sorbus domestica) und Winter-Linden (Tilia cordata).

## Naturdenkmäler
| Foto |                 | Name                            | ID        | Standort                                                                        | Beschreibung | Fläche | Datum      |
| ---- | --------------- | ------------------------------- | --------- | ------------------------------------------------------------------------------- | --- | ------ | ---------- |
| 0 BW | Datei hochladen | 1 Eibe                          | MA-009    | Bad Sauerbrunn KG: Sauerbrunn GrStNr: 791 Standort                              | |        | 22.05.1975 |
| 1    | Datei hochladen | 1 Winterlinde                   | MA-011    | Baumgarten KG: Baumgarten GrStNr: 868/2; 868/3 Standort                         | |        | 1987       |
| 1    | Datei hochladen | 1 Speierling                    | MA-014    | Baumgarten KG: Baumgarten GrStNr: 1210 Standort                                 | |        | 1993       |
| 1    | Datei hochladen | 1 Speierling                    | MA-022    | Baumgarten KG: Baumgarten GrStNr: 957 Standort                                  | Anmerkung: Einer der beiden 1997 unter Schutz gestellten Speierlinge scheint in der 2019er-Liste des Landes Burgenland nicht mehr auf. Da auf der GIS-Karte noch beide vorhanden sind und die Liste weder Grundstücksnummern noch IDs hergibt, lässt sich derzeit (6/2021) nicht feststellen, welcher der beiden evtl. nicht mehr geschützt oder gar nicht mehr vorhanden ist oder ob er in der Liste vergessen wurde. |        | 1997       |
| 1    | Datei hochladen | 1 Speierling                    | MA-024    | Baumgarten KG: Baumgarten GrStNr: 54/1 Standort                                 | Anmerkung: Einer der beiden 1997 unter Schutz gestellten Speierlinge scheint in der 2019er-Liste des Landes Burgenland nicht mehr auf. Da auf der GIS-Karte noch beide vorhanden sind, lässt sich derzeit (6/2021) nicht feststellen, welcher der beiden evtl. nicht mehr geschützt oder gar nicht mehr vorhanden ist oder ob er in der Liste vergessen wurde.                                                         |        | 1997       |
| 1    | Datei hochladen | 1 Winterlinde                   | MA-012    | Draßburg KG: Draßburg GrStNr: 117 Standort                                      | |        | 1989       |
| 1    | Datei hochladen | 1 Speierling                    | MA-017    | Forchtenstein KG: Neustift an der Rosalia GrStNr: 374 Standort                  | |        | 1993       |
| 1    | Datei hochladen | 1 Speierling                    | MA-015    | Forchtenstein KG: Neustift an der Rosalia GrStNr: 363/2; 365/3 Standort         | |        | 1993       |
| 1    | Datei hochladen | 2 Winterlinden                  | MA-005    | Forchtenstein KG: Neustift an der Rosalia GrStNr: 592/1 Standort                | |        | 30.09.1970 |
| 1    | Datei hochladen | 1 Speierling                    | MA-026    | Forchtenstein KG: Neustift an der Rosalia GrStNr: 343 Standort                  | |        | 1997       |
| 1    | Datei hochladen | 67 Kopfweiden                   | MA-001    | Krensdorf KG: Krensdorf GrStNr: 1010/1, diverse Standort                        | |        | 1991       |
| 0 BW | Datei hochladen | 1 Speierling                    | MA-028    | Loipersbach im Burgenland KG: Loipersbach GrStNr: 1363 Standort                 | |        | 1997       |
| 1    | Datei hochladen | 1 Speierling                    | MA-025    | Loipersbach im Burgenland KG: Loipersbach GrStNr: 1317/2 Standort               | |        | 1997       |
| 1    | Datei hochladen | 1 Speierling                    | MA-027    | Loipersbach im Burgenland KG: Loipersbach GrStNr: 776/2 Standort                | |        | 1997       |
| 0 BW | Datei hochladen | 1 Feldahorn                     | MA-029    | Loipersbach im Burgenland KG: Loipersbach GrStNr: 1074; 710 Standort            | |        | 1999       |
| 1    | Datei hochladen | 6 Rotbuchen                     | MA-030-35 | Loipersbach im Burgenland KG: Loipersbach GrStNr: 1090 Standort                 | |        | 1999       |
| 0 BW | Datei hochladen | 1 Mehlbeere                     | MA-037    | Loipersbach im Burgenland KG: Loipersbach-Kogl GrStNr: 4226/1 Standort          | |        | 1999       |
| 1    | Datei hochladen | 1 Speierling                    | MA-038    | Loipersbach im Burgenland KG: Loipersbach GrStNr: 1023/2 Standort               | |        | 1999       |
| 1    | Datei hochladen | 1 Speierling                    | MA-013    | Loipersbach im Burgenland KG: Loipersbach GrStNr: 1120/2 Standort               | |        | 1993       |
| 1    | Datei hochladen | 1 Traubeneiche                  | MA-006    | Marz KG: Marz GrStNr: 4077 Standort                                             | |        | 30.09.1970 |
| 0 BW | Datei hochladen | 5 Winterlinden, 2 Rosskastanien | MA-007    | Marz KG: Marz GrStNr: 3978/2 Standort                                           | |        | 1975       |
| 0    | Datei hochladen | Orchideenwiese                  | MA-       | Marz KG: Marz                                                                   | |        | 1994       |
| 1    | Datei hochladen | 1 Elsbeere                      | MA-039    | Marz KG: Marz GrStNr: 2151 Standort                                             | |        | 1999       |
| 1    | Datei hochladen | 1 Speierling                    | MA-041    | Marz KG: Marz GrStNr: 1715; 1714/1 Standort                                     | |        | 2003       |
| 1    | Datei hochladen | 14 Edelkastanien                | MA-01     | Mattersburg KG: Mattersburg GrStNr: 3396; 3397 Standort                         | Anmerkung: lt. GIS-Karte aktuell (6/2021) nur 13 Edelkastanien |        | 1988       |
| 1    | Datei hochladen | 1 Winterlinde                   | MA-016    | Mattersburg KG: Mattersburg GrStNr: 2957 Standort                               | |        | 1993       |
| 0 BW | Datei hochladen | 1 Speierling                    | MA-036    | Pöttelsdorf KG: Pöttelsdorf GrStNr: 2321 Standort                               | |        | 1999       |
| 0    | Datei hochladen | Sandgrube neben Römersee        | MA-       | Pöttsching KG: Pöttsching GrStNr: 6048                                          | |        | 1978       |
| 0 BW | Datei hochladen | 1 Speierling                    | MA-023    | Pöttsching KG: Pöttsching GrStNr: 5422/3 Standort                               | |        | 1997       |
| 1    | Datei hochladen | 1 Elsbeere                      | MA-019    | Rohrbach bei Mattersburg KG: Rohrbach GrStNr: 2795; 2796 Standort               | |        | 1995       |
| 0 BW | Datei hochladen | 30 Rosskastanienbäume           | MA-002    | Schattendorf KG: Schattendorf GrStNr: 214; 212/3; 212/2; 212/1; 2217/2 Standort | |        | 1989       |
| 0 BW | Datei hochladen | 1 Traubeneiche                  | MA-010    | Schattendorf KG: Schattendorf GrStNr: 1403/2 Standort                           | |        | 26.04.1976 |
| 1    | Datei hochladen | 1 Traubeneiche                  | MA-020    | Sieggraben KG: Sieggraben GrStNr: 592 Standort                                  | |        | 1996       |
| 0 BW | Datei hochladen | 1 Rotbuche                      | MA-021    | Sieggraben KG: Sieggraben GrStNr: 2182; 2212 Standort                           | |        | 1997       |
| 1    | Datei hochladen | 1 Winterlinde                   | MA-008    | Sigleß KG: Sigleß GrStNr: 2194/1 Standort                                       | Anmerkung: Die Winterlinde scheint in der 2019er-Liste des Landes Burgenland nicht mehr auf, ist jedoch in der GIS-Karte aktuell (6/2021) noch eingezeichnet. |        | 22.05.1975 |
| 1    | Datei hochladen | 1 Speierling                    | MA-040    | Sigleß KG: Sigleß GrStNr: 2422 Standort                                         | |        | 2000       |
| 0 BW | Datei hochladen | 1 Holzbirne                     | MA-018    | Wiesen KG: Wiesen GrStNr: 2462/1; 2460 Standort                                 | |        | 1994       |

## Ehemalige Naturdenkmäler
| Foto |                 | Name         | ID | Standort                                                | Beschreibung | Fläche | Datum      |
| ---- | --------------- | ------------ | -- | ------------------------------------------------------- | ------------ | ------ | ---------- |
| 0    | Datei hochladen | Edelkastanie |    | Forchtenstein KG: Neustift an der Rosalia GrStNr: 328/2 |              |        | 30.09.1970 |
| 0    | Datei hochladen | 2 Pappeln    |    | Marz KG: Marz GrStNr: 307/1                             |              |        | 30.09.1970 |
| 0    | Datei hochladen | Linde        |    | Sieggraben KG: Sieggraben GrStNr: 2107/1                |              |        | 30.09.1970 |
| 0    | Datei hochladen | Buche        |    | Baumgarten KG: Baumgarten GrStNr: 977                   |              |        | 22.02.1972 |
| 0    | Datei hochladen | 3 Linden     |    | Rohrbach bei Mattersburg KG: Rohrbach GrStNr: 2442/2    |              |        | 22.02.1972 |
| 0    | Datei hochladen | Linde        |    | Wiesen KG: Wiesen GrStNr: 2511                          |              |        | 22.05.1975 |